# Wintersport in Californië

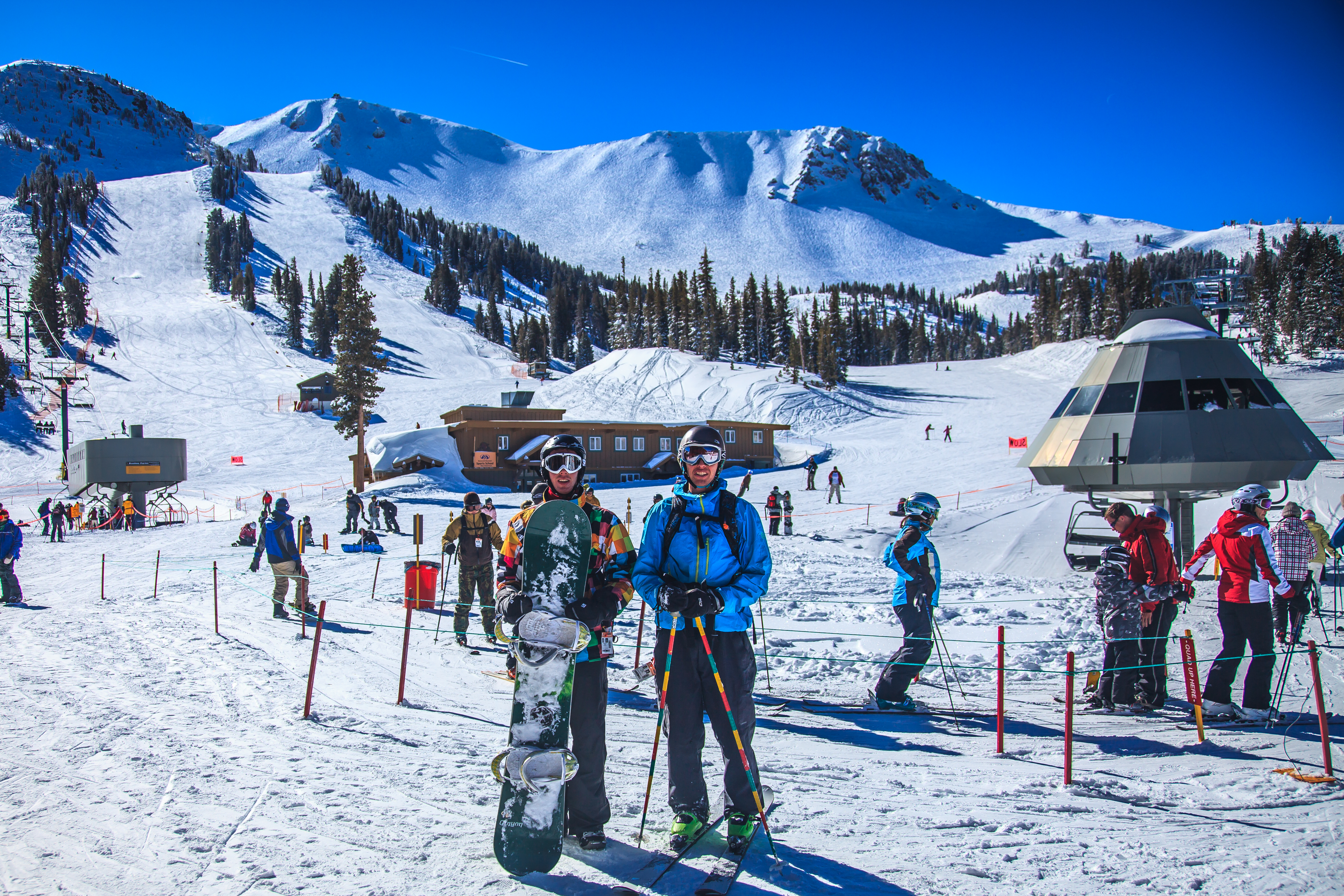
Recreatieve skiërs en snowboarders in Mammoth Mountain

Wintersport in de Amerikaanse staat Californië speelt zich voornamelijk af in het Sierra Nevada-gebergte, waar meer dan 20 wintersportgebieden zijn. Ook in Zuid-Californië zijn een aantal skigebieden. Californië telt enkele van de meest geroemde en meest bezochte skigebieden van Noord-Amerika, zoals Heavenly en Mammoth. Jaarlijks bezoeken zo'n 7,5 miljoen skiërs en snowboarders een Californisch skigebied. De sector levert zo'n 24.000 jobs op en genereert 1,6 miljard dollar aan waarde.

## Geschiedenis
Noorse pioniers brachten hun kennis over skiën als vervoersmiddel in de jaren 1850 naar Californië. Competitief skiën ontstond er in de jaren 1860. Interesse voor de spektakelsport schansspringen in de jaren 1920 en 30 maakte ook recreatief skiën populair. In die periode ontstonden de eerste kleinschalige skigebieden. In 1939 opende Sugar Bowl, waar de eerste skilift van Californië werd gebouwd. Na de Tweede Wereldoorlog ontstonden er verschillende nieuwe wintersportgebieden, voornamelijk rond Lake Tahoe. De Olympische Winterspelen 1960 werden georganiseerd in het kort daarvoor uitgebouwde Squaw Valley Ski Resort (Palisades Tahoe sinds 2021). Sinds de jaren 70 en 80 is ook snowboarden populair als sport en vrijetijdsbesteding.

## Skigebieden
Californië telt een 30-tal skigebieden, waarvan een paar middelgrote. Enkel Heavenly en Mammoth komen voor in de lijst van de 100 grootste aaneengesloten skigebieden wereldwijd, gemeten aan de hand van 10 criteria; respectievelijk op plaats 79 en 81. Grotere skigebieden in de Verenigde Staten bevinden zich allemaal in de Rocky Mountains. Met naar schatting 1,6 miljoen skiërs per jaar, bevindt Mammoth zich op een gedeelde 22e plaats wereldwijd van drukstbezochte wintersportgebieden; Heavenly volgt op de 54e plaats, Palisades Tahoe op de 69e en Northstar op de 80e plaats.
| Wintersportgebied                                 | Gebergte                 | Ligging                                                | Opening    | Hoogste punt | Laagste punt | Aantal liften | Aantal pistes | Ski-oppervlak | Jaarlijkse sneeuwval |
| ------------------------------------------------- | ------------------------ | ------------------------------------------------------ | ---------- | ------------ | ------------ | ------------- | ------------- | ------------- | -------------------- |
| Alta Sierra                                       | Sierra Nevada (zuid)     | Alta Sierra 35° 42' 40" NB, 118° 33' 37" WL            | 1982       | 2161 m       | 1978 m       | 2             | 11            | 0,3 km²       | 2,0 m                |
| Badger Pass Ski Area                              | Sierra Nevada (centraal) | Yosemite National Park 37° 40′ NB, 119° 40′ WL         | 1933       | 2400 m       | 2200 m       | 5             | 10            | 0,4 km²       | 7,6 m                |
| Bear Mountain                                     | San Bernardino Mountains | Big Bear Lake 34° 14′ NB, 116° 52′ WL                  | 1943       | 2684 m       | 2180 m       | 12            | 62            | 3,0 km²       | 2,5 m                |
| Bear Valley                                       | Sierra Nevada (centraal) | Bear Valley 38° 30′ NB, 120° 0′ WL                     | 1967       | 2600 m       | 2200 m       | 9             | 67            | 5,2 km²       | 9,1 m                |
| Boreal Mountain Resort                            | Sierra Nevada (noord)    | Soda Springs 39° 20′ NB, 120° 21′ WL                   | 1964       | 2600 m       | 2000 m       | 8             | 41            | 1,5 km²       | 10,2 m               |
| Buckhorn Ski and Snowboard Club (privéclub)       | San Gabriel Mountains    | Angeles National Forest 34° 21′ NB, 117° 55′ WL        | 1948       | 2409 m       | 2195 m       | 2             | 5             | 0,2 km²       | 4,6 m                |
| Cedar Pass                                        | Warner Mountains         | Modoc National Forest 41° 33′ NB, 120° 16′ WL          | 1932       | 1950 m       | 1840 m       | 2             | 11            | 0,4 km²       |                      |
| China Peak                                        | Sierra Nevada (centraal) | Sierra National Forest 37° 14′ NB, 119° 10′ WL         | 1958       | 2655 m       | 2140 m       | 11            | 45            | 4,9 km²       | 7,6 m                |
| Coppervale Ski Hill                               | Cascade Range            | Lassen National Forest 40° 21′ NB, 120° 54′ WL         | jaren 1930 | 1825 m       | 1600 m       | 2             | 4             | 0,4 km²       |                      |
| Dodge Ridge Ski Area                              | Sierra Nevada (centraal) | Pinecrest 38° 11′ NB, 119° 57′ WL                      | 1950       | 2500 m       | 2000 m       | 12            | 62            | 3,5 km²       | 10,2 m               |
| Donner Ski Ranch                                  | Sierra Nevada (noord)    | Soda Springs 39° 19′ NB, 120° 20′ WL                   | 1937       | 2372 m       | 2143 m       | 8             | 52            | 1,8 km²       | 10,5 m               |
| Granlibakken                                      | Sierra Nevada (noord)    | Tahoe City 39° 9′ NB, 120° 9′ WL                       | 1924       | 2015 m       | 1924 m       | 2             | 2             | 0,3 km²       | 5,1 m                |
| Heavenly Mountain Resort                          | Sierra Nevada (noord)    | South Lake Tahoe 38° 56′ NB, 119° 56′ WL               | 1955       | 3068 m       | 1907 m       | 30            | 97            | 19,4 km²      | 9,1 m                |
| Homewood Mountain Resort                          | Sierra Nevada (noord)    | Homewood 39° 5′ NB, 120° 11′ WL                        | 1959       | 2402 m       | 1899 m       | 7             | 60            | 5,1 km²       | 10,2 m               |
| June Mountain                                     | Sierra Nevada (centraal) | June Lake 37° 46′ NB, 119° 5′ WL                       | 1961       | 3080 m       | 2300 m       | 7             | 41            | 6,1 km²       | 6,4 m                |
| Kirkwood Mountain Resort                          | Sierra Nevada (noord)    | Kirkwood 38° 41′ NB, 120° 4′ WL                        | 1972       | 3000 m       | 2400 m       | 15            | 65            | 9,3 km²       | 12,7 m               |
| Mammoth Mountain                                  | Sierra Nevada (centraal) | Mammoth Lakes 37° 38′ NB, 119° 2′ WL                   | 1953       | 3369 m       | 2424 m       | 28            | 150           | 14,2 km²      | 10,2 m               |
| Mount Baldy Ski Lifts                             | San Gabriel Mountains    | Mount Baldy 34° 16′ NB, 117° 37′ WL                    | 1952       | 2600 m       | 2000 m       | 4             | 26            | 3,2 km²       | 4,3 m                |
| Mount Pinos Winter Sports Area (langlaufen)       | San Emigdio Mountains    | Los Padres National Forest 34° 49′ NB, 119° 8′ WL      |            | 2680 m       | 2280 m       | 0             |               |               |                      |
| Mount Shasta Ski Park                             | Cascade Range            | Shasta-Trinity National Forest 41° 19′ NB, 122° 12′ WL | 1985       | 2093 m       | 1669 m       | 5             | 32            | 1,7 km²       | 7,0 m                |
| Mount Waterman                                    | San Gabriel Mountains    | Angeles National Forest 34° 21′ NB, 117° 56′ WL        | 1939       | 2450 m       | 2100 m       | 3             | 27            | 0,5 km²       | 4,6 m                |
| Mountain High                                     | San Gabriel Mountains    | Wrightwood 34° 22′ NB, 117° 42′ WL                     | 1937       | 2500 m       | 2000 m       | 13            | 59            | 1,2 km²       |                      |
| Northstar California                              | Sierra Nevada (noord)    | Truckee 39° 16′ NB, 120° 7′ WL                         | 1972       | 2620 m       | 1930 m       | 20            | 100           | 12,8 km²      | 8,9 m                |
| Palisades Tahoe (Squaw Valley)                    | Sierra Nevada (noord)    | Olympic Valley 39° 12′ NB, 120° 14′ WL                 | 1949       | 2760 m       | 1890 m       | 30            | 177           | 16,2 km²      | 11,4 m               |
| Royal Gorge Cross-Country Ski Resort (langlaufen) | Sierra Nevada (noord)    | Soda Springs 39° 19′ NB, 120° 23′ WL                   | 1971       | 2256 m       | 1768 m       | 0             | 92            | 24,3 km²      | 15,2 m               |
| Sierra-at-Tahoe                                   | Sierra Nevada (noord)    | Eldorado National Forest 38° 48′ NB, 120° 5′ WL        | 1946       | 2698 m       | 2020 m       | 11            | 46            | 8,1 km²       | 12,2 m               |
| Snow Summit                                       | San Bernardino Mountains | Big Bear Lake 34° 14′ NB, 116° 53′ WL                  | 1952       | 2491 m       | 2123 m       | 14            | 31            | 1,0 km²       | 2,5 m                |
| Snow Valley Mountain Resort                       | San Bernardino Mountains | San Bernardino National Forest 34° 13′ NB, 117° 2′ WL  | 1937       | 2390 m       | 2100 m       | 13            | 29            | 1,0 km²       | 3,8 m                |
| Soda Springs Mountain Resort                      | Sierra Nevada (noord)    | Soda Springs 34° 13′ NB, 117° 2′ WL                    | 1935       | 2233 m       | 2034 m       | 2             | 13            | 0,8 km²       | 10,2 m               |
| Sugar Bowl Ski Resort                             | Sierra Nevada (noord)    | Soda Springs 39° 18′ NB, 120° 20′ WL                   | 1939       | 2555 m       | 2098 m       | 13            | 103           | 6,7 km²       | 12,7 m               |
| Tahoe Donner                                      | Sierra Nevada (noord)    | Truckee 39° 21′ NB, 120° 16′ WL                        | 1972       | 2300 m       | 2060 m       | 4             | 14            | 0,5 km²       | 10,2 m               |

## Klimaatopwarming
Als een gevolg van de klimaatopwarming worden de winters in Californië korter en warmer en valt er minder sneeuw in de valleien. Tussen 2011 en 2019 werd de staat bovendien getroffen door een periode van droogte, waardoor een abnormaal weinig sneeuw viel. Volgens voorspellingen zouden veel skigebieden tegen het midden of einde van de 21e eeuw geen natuurlijke sneeuwval meer ervaren. In jaren met weinig sneeuwval valt het totale bezoekersaantal voor de Californische wintersportgebieden gemiddeld terug met 1,6 miljoen bezoekers en is er gemiddeld 99 miljoen dollar aan omzetverlies.